# Jordi Nopca
Jordi Nopca (Barcelona, 1983) es un periodista, escritor y traductor español en lengua catalana, actual redactor del diario Ara y coordinador del suplemento literario Ara Llegim, en los que ha publicado más de 2.000 artículos desde el año 2010.

## Biografía
Estudió Periodismo en la Universidad Autónoma de Barcelona y Teoría de la Literatura y Literatura Comparada en la Universidad de Barcelona. Desde 2006 ha publicado artículos para Mondosonoro, Benzina, Sortim, Què fem?, Go Mag y Time Out Barcelona.
En 2012 publicó su primera novela, El talent, con Labreu Ediciones. En ella, narra las vivencias de una joven pareja que viaja a Lisboa con un prototipo robado que puede detectar el talento literario. Es gracias a este invento que pueden descubrir el talento escondido de varias personas y publicar sus obras para tratar de ganarse la vida. Para el autor, la novela, redactada cinco años antes de su publicación, "debía situarse en un momento anterior a la crisis, que ha supuesto un desmantelamiento progresivo de ilusiones, mientras que esta novela es preilusiones perdidas".
Julià Guillamon afirmó el suplemento cultural de La Vanguardia que "su primera novela es una gamberrada sabia, llena de referencias a autores antiguos y modernos, libros clásicos y libros de moda, que se mezclan en un argumento agitado» y que «la gracia de la novela es que te desliza muy rápidamente, a base de ingenio, diálogos delirantes y situaciones narrativas imposibles».
En 2013 recibió el II Memorial Pere Rodeja, otorgado por el Gremi de Llibreters, para "ofrecer a los lectores una mirada amplia, innovadora y completa de la realidad literaria de nuestro país".Un año después recibió el premio Documenta por el libro de relatos Puja a casa, publicado simultáneamente en catalán y castellano en las editoriales L'Altra y Libros del Asteroide, y traducido más adelante al neerlandés (Zirimiri Press) y al inglés (Bellevue). El libro fue escogido como el mejor del año en la categoría de ficción en catalán en el diario La Vanguardia.
Nopca ganó también el primero Premio Proa de Novela en 2019 por la novela La teva ombra.Según el crítico y escritor Carlos Pardo en el suplemento cultural Babelia de El País, en ella el autor "se ajusta a la fórmula de la novela de iniciación: un verano, un piso sin padres, una ruptura amorosa… Y la maneja con un singular encanto".

## Obras
- El futur és una petita flama, novela (Edicions Proa, 2025)
- La teva ombra, novela, Premio Proa 2019 (Edicions Proa, 2019)[11] / En la sombra (Destino, 2020)
- Dalí, cuento biográfico sobre el artista (Editorial Mediterrània, 2016, ediciones en catalán, castellano e inglés)
- Puja a casa, libro de relatos (L'Altra, 2015) / Vente a casa (Libros del Asteroide, 2015)
- La ciutat de la justícia, poema (Edicions Terrícola, 2014)
- El talent, novela (LaBreu Edicions, 2012)[13][14]
- La lliçó, prosa poética (Cafè Central, 2008)

#### Participación en obras colectivas
- 'L'esport de somiar despert', ensayo sobre Julien Gracq incluido en La forja dels dies. Aproximacions crítiques a l'obra de Julià de Jòdar (Lleonard Muntaner, 2025)
- 'Pots fer el que et proposis', relato incluido en Grand Hotel (Univers, 2022)
- 'Un camp de golf a la Lluna', relato incluido en Somia Philip Marlowe amb xais elèctrics? (Alrevés, 2021)
- 'Una corretja invisible', relato incluido en Vora el mar (Univers, 2021)
- 'Casa nostra', relato incluido en Barcelona 2059 (Mai Més Llibres, 2021)
- 'Perdre la por', relato incluido en Quaranta anys de Laie. 1980-2020 (Tintablanca, 2020)
- 'Una vida passada', relato incluido en Nits d'estiu (Univers, 2020)
- 'Ha arribat l'hora de creure en tu', relato incluido en Barcelona suites (Univers, 2019, edición en catalán y en castellano)
- 'Una ànima ecologista i assembleària', relato incluido en Literatura de proximitat (AdiA, 2019)
- 'Dues síndries', relato incluido en el libro colectivo Deixa que et portin (Editorial Mediterrània, 2019)
- 'Speed queen', relato incluido en Gira Barcelona (Comanegra, 2016)
- 'Posta de sol', relato incluido en el libro La marató de TV3. Diabetis i obesitat (Llegir en català, 2015)
- 'L'illa de Hainan', relato incluido en la antología Punts de fuga. 26 viatges en el temps (Males herbes, 2015)
- 'Llàgrimes', relato incluido en la antología Els caus secrets (Moll, 2013)

## Traducciones y prólogos
- Sayaka Murata, prólogo a La cerimònia (Empúries, 2025)
- Hans Christian Andersen, prólogo a Tots els contes (Adesiara, 2025)
- Tsitsi Dangarembga, prólogo a la novela Llibre del no (L'Agulla Daurada, 2024)
- Cynthia Ozick, prólogo al volumen de relatos Antiguitats (LaBreu, 2022)
- 'Speed Queen', relato incluido en The Book of Barcelona (Comma Press, 2021)
- Gunnhild Oyehaug, prólogo al volumen de relatos Nudos (Las afueras/Nits blanques, 2021)
- Fiodor M. Dostoyevski, prólogo al libro Apunts del subsòl (Angle editorial, 2021)
- Antoni Ribas Tur, prólogo al libro de poemas Les despulles d'un somni (Saldonar, 2019)
- 'The neighbours', relato incluido en Barcelona tales (Oxford University Press, 2019)
- Lletres i arts. Lectures sobre Josep Guinovart. Ensayo sobre la instalación de Guinovart L'era (Institució de les Lletres Catalanes, 2018)
- Tot un honor. 50 anys de Premi d'Honor de les Lletres Catalanes (Òmnium Cultural, 2018), artículo sobre el geógrafo Pau Vila
- Les Murray, traducción de Matar al gos negre (Días Contados, 2017)
- Carles Hac Mor, epílogo al ensayo Escriptures alçurades (Rata, 2016)
- Szilárd Borbély, prólogo a la novela Els desposseïts (Edicions del Periscopi, 2015)
- David Monteagudo, traducción de Marcos Montes (Quaderns Crema, 2010)
- David Monteagudo, traducción de Fi (Quaderns Crema, 2010)
- Jetta Carleton, traducción de Quatre germanes (Libros del Asteroide, 2009)
- William Maxwell, traducción de Van venir com orenetes (Libros del Asteroide, 2007)